# 山本忠
山本 忠（やまもと ただし、1918年（大正7年）2月1日 - 2009年（平成21年）10月8日）は日本の水産統計学者。農林省水産局、農業経済局統計調査部、国連食糧農業機関に勤務し、東南アジアを中心とした各国の水産統計を指導した。日本大学経済学部教授、国際漁業研究会名誉会長。

## 経歴

### 戦前
1918年（大正7年）2月1日東京市小石川区大塚仲町（現文京区大塚）に農林省水産講習所（現東京海洋大学）教授山本祥吉の長男として生まれた。1921年（大正10年）12月生母が次男出産時に死亡し、継母に育てられた。後に巣鴨村堀之内（現豊島区上池袋）に移り、時習小学校に入学し、本郷区千駄木小学校を卒業した。
1934年（昭和9年）開成中学校4年次で水産講習所養殖学科に入学し、1935年（昭和10年）蒼鷹丸でオホーツク海での黒潮・親潮の潮目観測計画に参加し、1938年（昭和13年）3月卒業した。
1938年（昭和13年）4月学科長中井信隆の勧めで農林省水産局に入り、漁政課沿岸漁業係に属し、忽那諸島、島後、根室支庁等に出張して専用漁業権の実査更新業務を行った。

### 兵役
1939年（昭和14年）4月10日陸軍西部第2部隊二等兵となり、広西省蚊虫山から北上して南郷で第5師団歩兵第11連隊に合流し、歩兵砲中隊一等兵として仏印進駐に参加し、ランソン駐留後、ハイフォン、上海を経て帰国した。
1940年（昭和15年）7月熊本陸軍予備士官学校を卒業して西部第2部隊に戻り、福山下士官候補者隊区隊長、第5師団乙種幹部候補生教育隊副官等を経て、1944年（昭和19年）6月父島守備隊で終戦を迎えた。ポツダム進級で大尉となり、1945年（昭和20年）12月大竹で退役した。

### 農林省復帰
1945年（昭和20年）12月農林省水産局に復帰し、GHQ天然資源局の下でマッカーサーライン内以西底びき網漁業の操業免許業務に従事した。1946年（昭和21年）水産局福岡事務所に移り、以西底びき網漁業の漁場別統計、沿岸漁業漁獲量の標本調査に従事した。1951年（昭和26年）農業経済局統計調査部に移り、水産統計課漁獲量統計調査班長を務めた。
1952年（昭和27年）5月国連食糧農業機関 (FAO) バンコク水産統計訓練センターで研修を受け、フェローシップに合格してインド、セイロン、エジプト、イタリア、フランス、デンマーク、ドイツ、イギリスを訪れた。1960年（昭和35年）コロンボ・プランの一環で海外技術協力事業団からバンコクに派遣され、タイ水産局でトロール漁業漁獲量統計、国家統計局で漁業センサスを指導した。
1962年（昭和37年）2月1日「単位漁獲努力量当り漁獲量の特性について」で京都大学から農学博士号を授与された。

### 国連食糧農業機関
タイ在任中インド太平洋漁業理事会で水産統計官設置と漁業センサス実施を提案し、1964年（昭和39年）FAOアジア地域水産統計官としてバンコクに戻り、韓国、台湾、フィリピン、ベトナムでの水産統計を指導した。1966年（昭和41年）FAOローマ本部世界食糧計画水産部門で漁業生産量予測報告書を作成し、1967年（昭和42年）バンコクでの業務に戻った。
1973年（昭和48年）ジャカルタに転任し、インドネシア水産総局で漁業センサスを指導した。1978年（昭和53年）ダカールに転任し、中東大西洋海域事務局でモロッコ・モーリタニア沖イカ・タコ漁獲量統計を作成し、11月30日定年を前にFAOを退職した。

### 日本大学
1980年（昭和55年）平沢豊・黒沢一清の働きかけで日本大学経済学部教授となり、水産経済学を講義し、産業経営研究所研究員を務め、1989年（平成元年）退官した。
FAO退職後もFAOの事業やEU、東南アジア漁業開発センター等の会議に関わった。1982年（昭和57年）国際漁業研究会初代会長、2000年（平成12年）名誉会長となり、2004年（平成16年）東京海洋大学での国際漁業経済会議開催を記念して山本賞が創設された。
晩年は車椅子に頼り、両眼・片耳にも障害を有し、2009年（平成21年）10月8日1時28分自宅で死去した。

## 著書
- 1954年（昭和29年）『漁獲統計標本調査法』
- 1994年（平成6年）『世界の漁業管理』（真道重明共著）
- 1998年（平成10年）『世界の漁業』（真道重明共著）

## 受賞歴
- 1957年（昭和32年）統計情報研究開発センター大内賞[6]。
- 1994年（平成6年）国際漁業経済会議 Distinguished Service Award[7]

## 親族
- 父：山本祥吉 - 調味学者[8]。
- 生母 - 1921年（大正10年）12月次男出産時に産褥熱で死去[1]。
- 継母：スミ - 平木圭二四女。1900年（明治33年）1月生[9]。
  - 長妹：長尾フジ子[8] - 1923年（大正12年）4月生[9]。
  - 次妹：三輪洋子[8]
  - 三妹：島内キクコ - 島内義行妻、魚類学者須田有輔義母[8]。
- 妻：山本勝子 - 1999年（平成11年）10月30日没[3]。
  - 長女：天野祥子[3]
  - 三女：竹内節子[3]